# Jan Wildens
Jan Wildens, né à Anvers vers 1586 et mort dans cette même ville le 22 octobre 1653, est un peintre et dessinateur flamand spécialisé dans les paysages. Ses paysages réalistes montrent un sens du détail et un caractère serein. Il collabore régulièrement avec Rubens et d'autres grands peintres baroques flamands de sa génération pour lesquels il peint les paysages.

## Biographie
Né à Anvers, probablement en 1585 (peut-être 1586), Wildens était le fils de Hendrik Wildens et de Magdalena Vosbergen. Son père est mort tôt, et sa mère s'est remariée à Cornelis Cock dont la fille Susanne devait épouser en 1617 Cornelis de Vos, le frère de Paul de Vos et aussi le beau-frère de Frans Snijders. Il fait donc partie d'une famille de peintres.

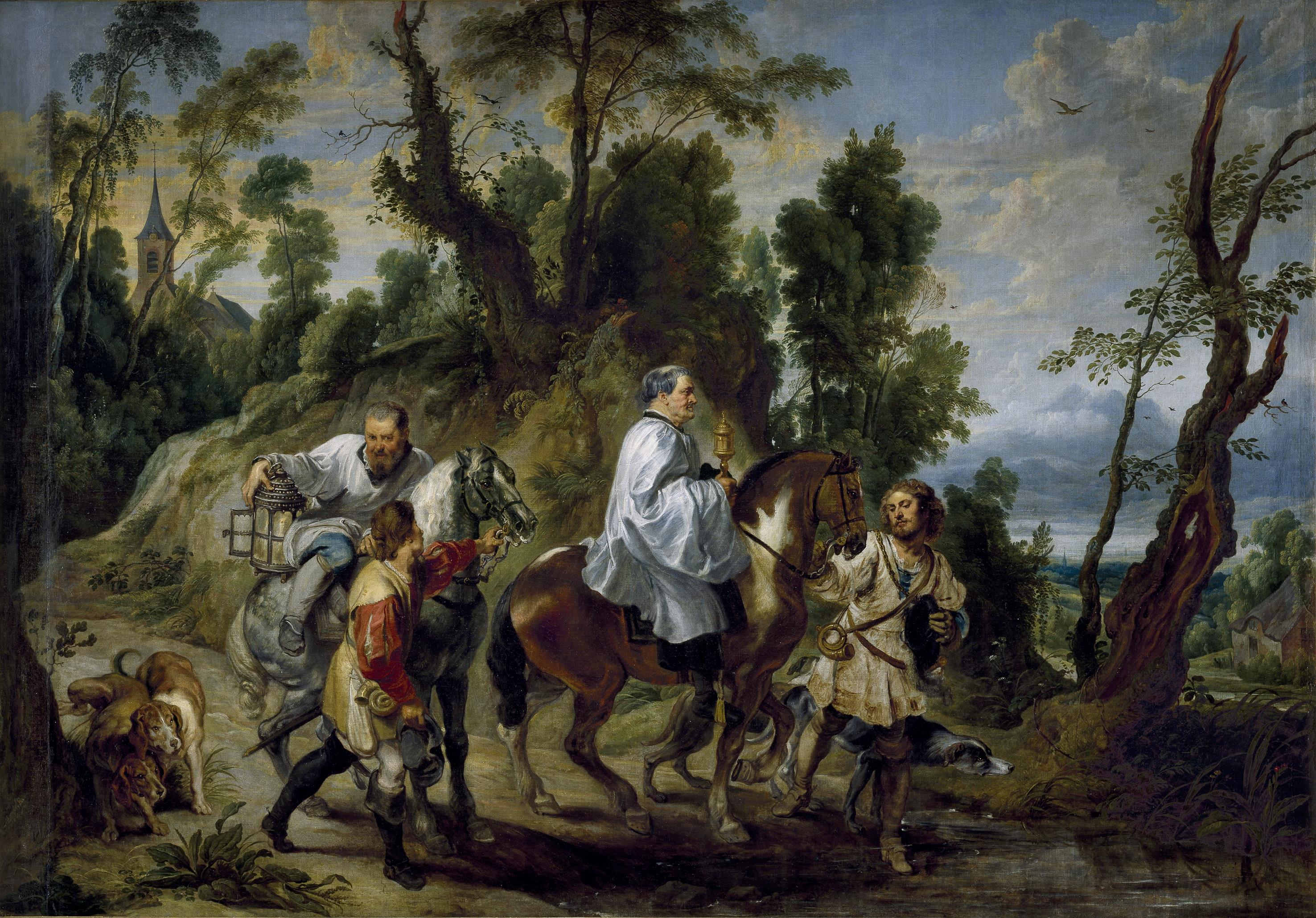
Acte de dévotion de Rodolphe Ier de Habsbourg, collaboration avec Rubens

Il commence à dix ans un apprentissage auprès de Pierre Verhulst (également appelé Pieter van der Hulst (I) et Floris Verhulst) (v. 1565 - v. 1628), un peintre mineur de Malines. Jan Wildens est inscrit à la Guilde de Saint-Luc en tant qu'apprenti en 1596 et devient maître de la Guilde en 1604. Il établit son propre atelier et engage Abraham Leerse en tant qu'apprenti en 1610. De cette période date une série de 12 dessins des mois, qui sont gravés et publiés sous forme imprimée.
Il fait un séjour en Italie en 1613 et publie l'année suivante une série de douze 12 peintures de paysages représentant les 12 mois de l'année, basées sur ses dessins antérieurs. Ces peintures montrent son intérêt croissant pour le réalisme, probablement dû à son exposition aux paysages de son compatriote Paul Bril qui travaille à Rome. De retour de son séjour de trois années en Italie, il revient et collabore avec Rubens. Il se spécialise alors dans la confection de fonds et arrière-plans pour Rubens ou pour des tapisseries. Après 1620, il travaille plus sur des œuvres personnelles qui représentent des scènes de chasse et de campagne et il se rapproche et s'inspire de Jan Brueghel le Jeune et Paul Bril.

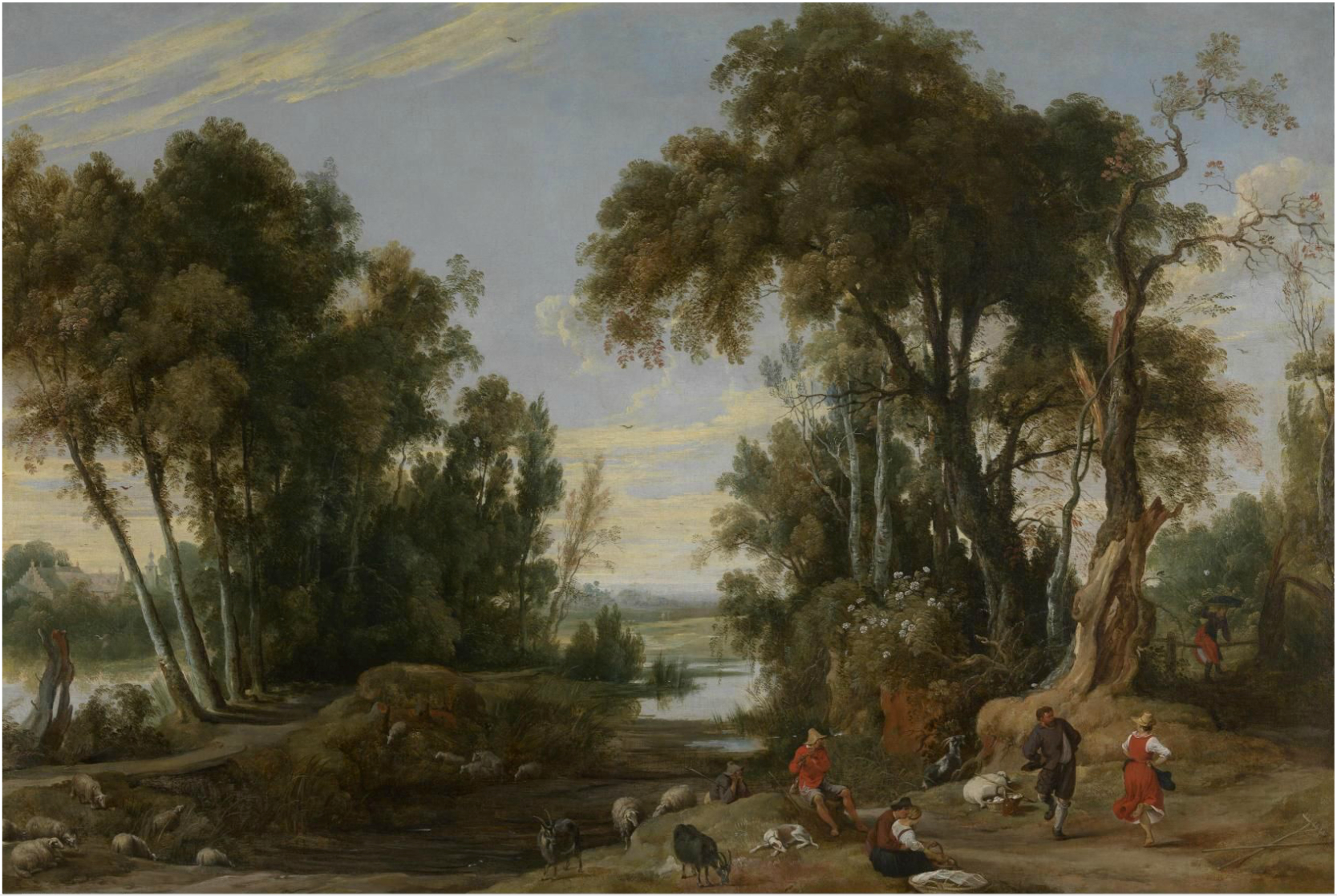
Paysage avec bergers dansants

Il se marie en 1619 avec Maria Stappaert et ses deux fils Jean Baptiste (1620-37) et Jérémy (1621-53) deviennent aussi des peintres. Wildens devient très prospère grâce à son succès professionnel. Il travaille pour de prestigieux mécènes et participe, comme de nombreux autres artistes anversois, aux décorations à l'occasion de la Joyeuse Entrée à Anvers du nouveau gouverneur des Habsbourg néerlandais, le Cardinal-Infant Ferdinand d'Autriche. Rubens est chargé de ce projet. Wildens apporte deux vues de la ville d'Anvers pour l'occasion.
Dans la maison qu'il hérite de sa mère dans la Lange Nieuwstraat à Anvers, il ouvre une galerie de tableaux contenant plus de 700 tableaux. La galerie rencontre beaucoup de succès et est exploitée plus tard par son fils Jérémie. À la mort de Rubens, en 1640, Wildens est un de ses exécuteurs testamentaires. 
Il est le maître de ses fils Jean Baptiste (1620-37) et Jérémy (1621-53) et d'Henri van Balen le Jeune.

## Œuvre
Jan Wildens était un spécialiste du paysage. Les compositions de ses premiers paysages avant sa visite en Italie étaient influencées par des artistes flamands tels que Jan Brueghel le Jeune, Gillis van Coninxloo, Joos de Momper et Adriaen van Stalbemt. Au début de cette période, il réalisa une série de 12 dessins des mois gravés et publiés par Hendrik Hondius I, Jacob Matham et Andries Stock. Conformément à la pratique assez répandue à l’époque, les estampes contrastent nettement le travail agricole avec les divertissements urbains courtois.
En Italie, Wildens découvrit l'art paysager de son compatriote Paul Bril caractérisé par son réalisme et son sens du détail. À son retour à Anvers, Wildens collabora fréquemment avec Rubens. Il était responsable des paysages à l’arrière-plan de divers dessins de Rubens pour la série de tapisseries Decius Mus et de nombreux tableaux d’histoire de Rubens, dont Le viol des filles de Leucippe (vers 1618 ; Alte Pinakothek, Munich), Samson et les Lions (vers 1618s; collection privée), Cimon et Iphigenia (vers 1617-1618 ; Kunsthistorisches Museum, Vienne) et Diane et ses nymphes partant pour la chasse (vers 1616 ; Cleveland Museum of Art),. Plus tard dans sa carrière, il peint des paysages dans les compositions de divers peintres anversois tels que Jacob Jordaens, Frans Francken le Jeune, Frans Snyders, Paul de Vos, Abraham Janssens, Jan Boeckhorst, Gerard Seghers, Theodore Rombouts et Cornelis Schut.
Dans les années 1620 et 1630, ses œuvres utilisent des formes décoratives, des compositions libres et une technique large rappelant Rubens. Des influences antérieures telles que Jan Brueghel le Jeune et Paul Bril ont continué à jouer un rôle important. Les œuvres de Wildens montrent une préférence pour une approche calme et douce, exprimée par une symétrie marquée de la composition et des couleurs douces et subtiles. Le contraste entre le serein Paysage avec bergers dansants de Wildens (musée royal des Beaux-Arts d'Anvers) et le plus dynamique Paysage avec un berger et son troupeau (National Gallery, Londres) est évident.
Après 1640, il adopta une technique plutôt sommaire et une lumière vibrante et atmosphérique comme Rubens utilisa dans ses propres paysages. Wildens renforça également l'élément dramatique de ses paysages à partir de cette époque.

## Œuvres choisies

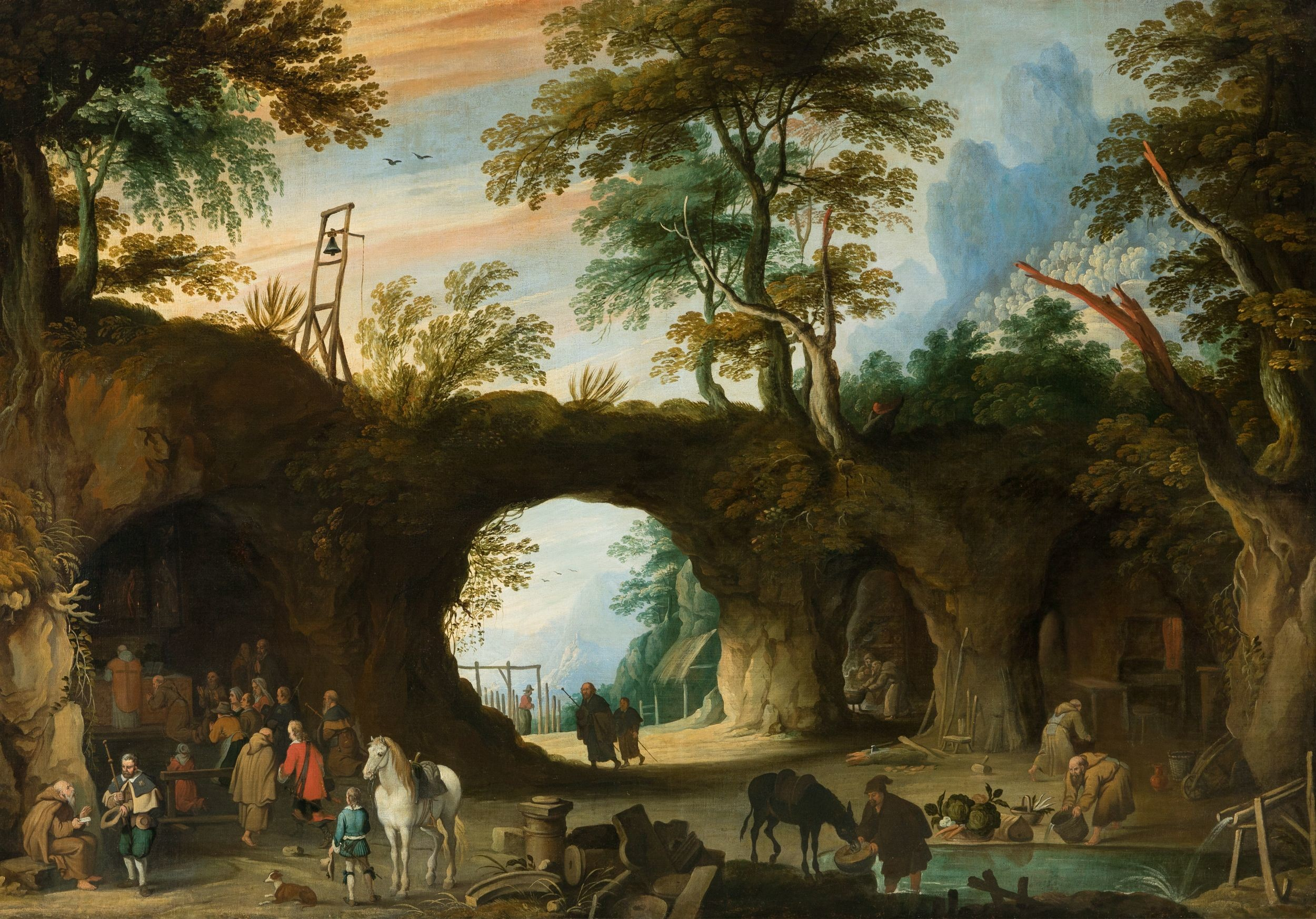
Lieu de pèlerinage dans un paysage rocheux
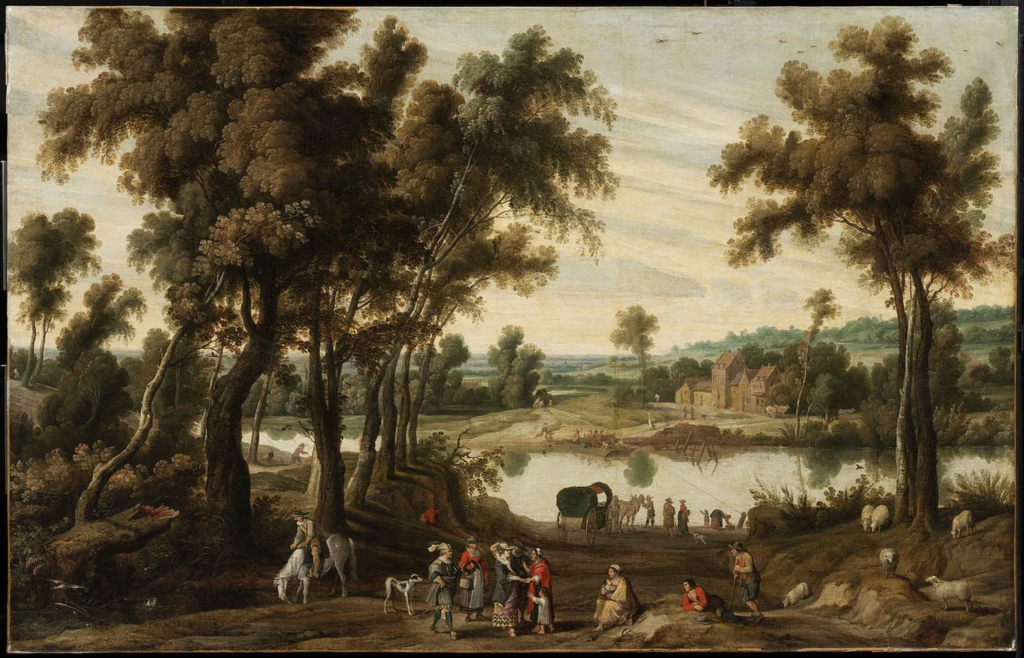
Paysage avec gentilshommes et gitans
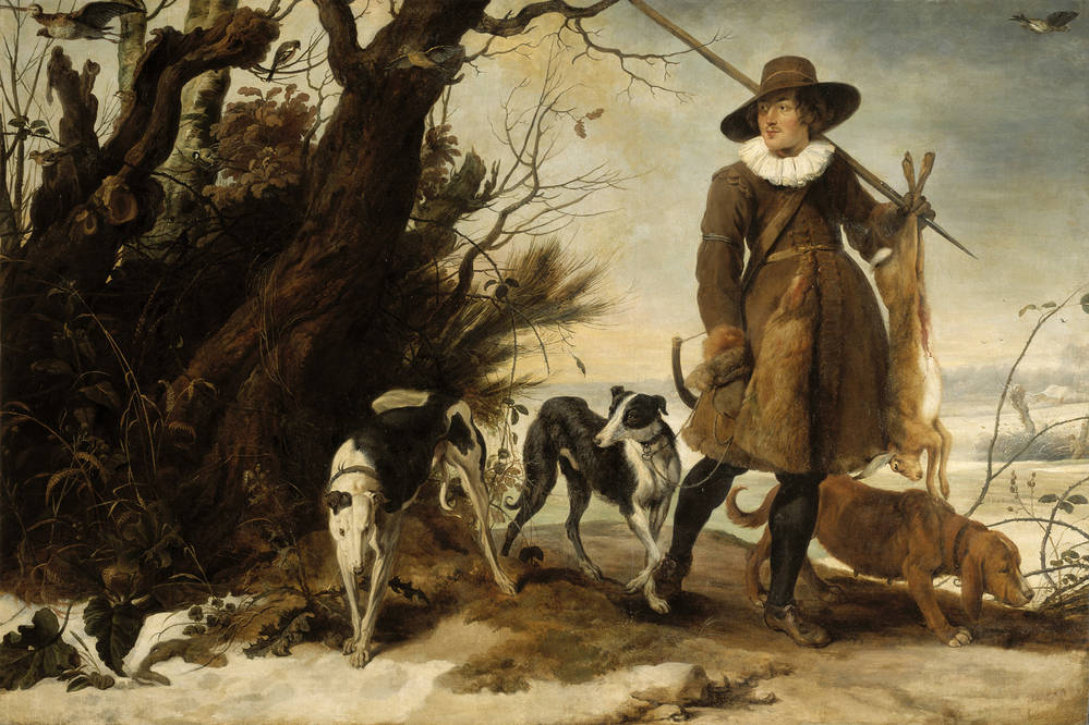
Scène de chasse hivernale
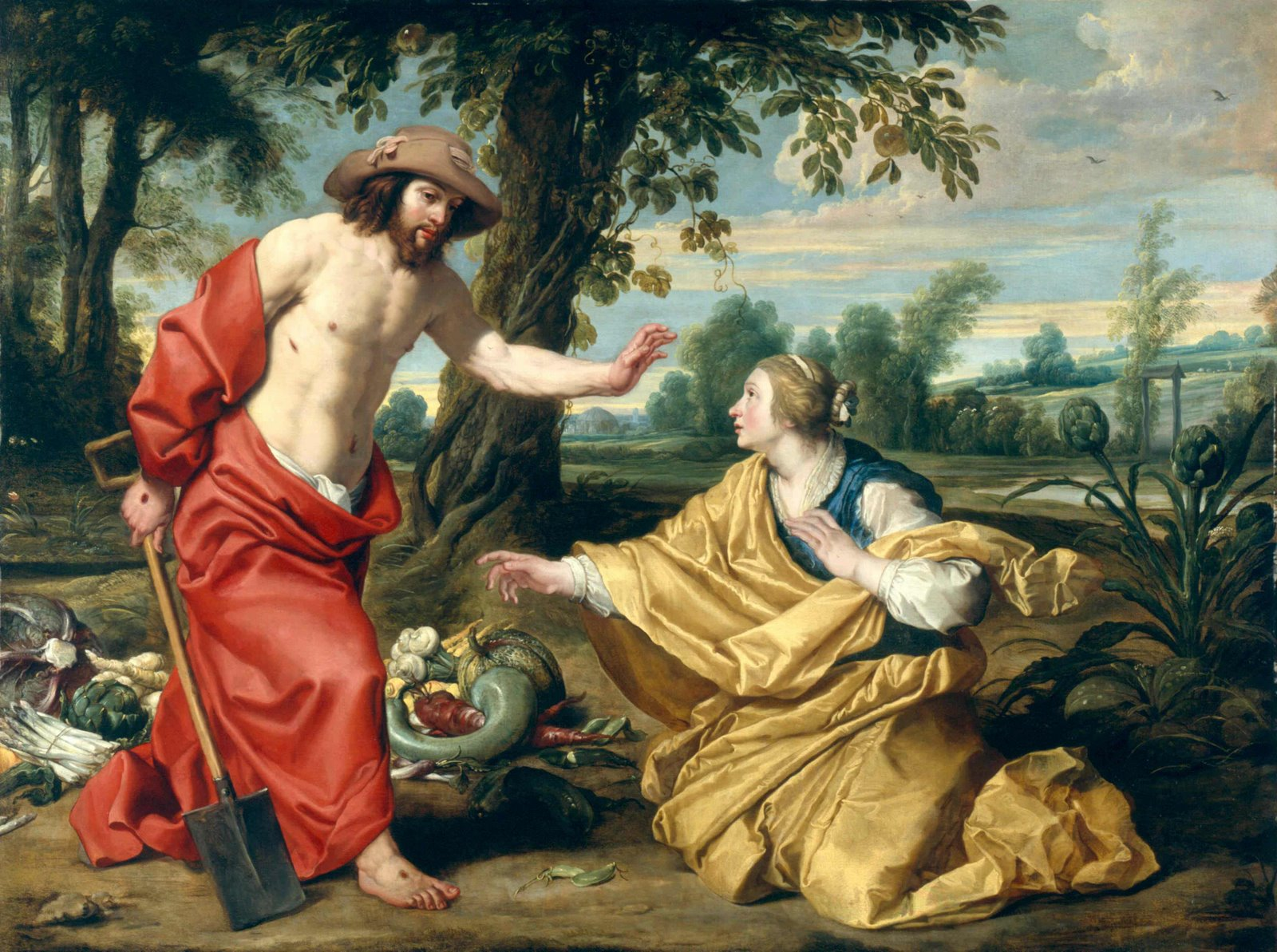
Noli-me-Tangere au Musée des beaux-arts de Dunkerque.